# Johann Nepomuk David
Johann Nepomuk David (Eferding, 30 novembre 1895 – Stoccarda, 22 dicembre 1977) è stato un compositore austriaco.

## Biografia
David nacque a Eferding. Era un piccolo corista nel monastero di Sankt Florian e studiò a un collegio di formazione per insegnanti episcopali a Linz, 1912-1915, dopodiché divenne un insegnante di scuola. Studiò brevemente (1921-2) sia alla Musikhochschule (dove era studente di composizione di Joseph Marx) che all'università di Vienna (dove studiò con Guido Adler). Tornò a Linz nel 1922, dove prestò servizio come direttore musicale della "Kunststelle" (Centro artistico) di Linz fino al 1924. Dal gennaio 1925 fino all'autunno del 1934 fu insegnante in una scuola cattolica locale, fondò e diresse un coro Bach e fu organista in una chiesa protestante a Wels. Divenne poi professore di composizione e teoria alla Musikhochschule di Lipsia (novembre 1934 - gennaio 1945). Dal 1945 al 1947 fu professore di musica al Mozarteum di Salisburgo e infine, dal 1948 al 1963, professore di teoria e contrappunto (praticamente: composizione) alla Musikhochschule di Stoccarda. A Stoccarda diresse anche il coro Bruckner (1949-52) e l'orchestra da camera dell'accademia (1950-53).
David scrisse un certo numero di opere orchestrali tra cui otto sinfonie (di cui la quinta è stata registrata ed alcune altre opere tra cui un disco di musica d'organo), diversi concerti tra cui un concerto per organo e tre concerti per violino, opere strumentali di cui molte per o con organo, e molte opere corali. Il suo stile generale è cambiato dalle tendenze modali viste nelle sue prime due sinfonie al suono più acerbo ma ancora tonale di quelle successive.
David morì a 83 anni a Stoccarda. Anche suo figlio, Thomas Christian David (1925-2006), era un compositore.

## Ex studenti importanti
Tra i suoi allievi possiamo annoverare:
- Johan Kvandal (1919-1999)
- Hans Georg Bertram (1936–2013)
- Seóirse Bodley (nato il 1933)
- Helmut Lachenmann (nato il 1935)
- Hans Stadlmair (nato il 1926)
- Ruth Zechlin (1926–2007)

## Opere selezionate
- Otto sinfonie:[2]
  - n. 1 in la minore, op. 18 (1937)
  - n. 2, op. 20 (1938)
  - n. 3, op. 28 (1941)[3]
  - n. 4, op. 39 (1948)
  - n. 5, op. 41 (1951)[4]
  - n. 6, op. 46 (1954)
  - n. 7, op. 49 (1957)
  - n. 8, op. 59 (1964-5)[5]
- Sinfonia preclassica super nomen H-A-S-E (op.44, 1953),[6] sinfonia breve per piccola orchestra (op. 47) (1955),[7] sinfonia per archi (op. 54) (1959)[8]
- Chaconne, op. 71 per orchestra (1972)[9]
- Concerto per flauto, 1936[10]
- Tre concerti per orchestra d'archi (op. 40 n. 1, 1950, op. 40 n. 2, 1951, op. 74, 1974,[11] pubblicato da Breitkopf & Härtel)
- Concerto per violino, op. 45 con piccola orchestra (1952)[12]
- Concerto per violino n. 2, con orchestra d'archi, op. 50 (1957)[13]
- Concerto per violino n. 3, op. 56 (1961)[14]
- Melancholia per viola e orchestra da camera, op.53 (1958)
- Concerto per organo e  orchestra, op. 61 (1965)[15]
- Concerto per violino, violoncello e orchestra, op.68 (1969)[16]
- Duo concertante per violino e violoncello (op. 19) (pub. 1938)
- Sonata per viola solista, op. 31 no.3 (1947)[17]
- Due sonate per violoncello solo (op. 31 n. 4, pub. 1947; 1977)
- Sonata per chitarra (op. 31 n. 5)
- Sonata per flauto e viola, op. 32 n.1 (1943)[18]
- Sonata per clarinetto e viola, op. 32 n.4 (1948)[19]
- Sonate per violino solo
  - n. 1
  - n. 2 op. 58 n. 1 (1963)[20]
- Partita über B-A-C-H per organo (1964)[21]
- Trio per flauto, viola e chitarra, op. 26
- Trio per flauto, violino e violoncello, op. 73 (1974)
- Sonata per violino e organo, op. 75 (1975)
- Sonata per violoncello e organo (1975)[17]
- Variazioni per flauto o flauto dolce e chitarra op. 32
- Ezzolied, op. 51 (1957)[22]
- Deutsche Messe per coro misto, op. 42 (1952)
- Missa choralis (de angelis): ad quattuor voces inaequales, op. 43 (1953)
- Parabole del Vangelo per coro misto a cappella (1958)
  - 1. Der Pharisäer und der Zöllner (Il fariseo e il pubblicano) (Lk 18:10-14)
  - 2. Lasset die Kindlein zu mir kommen (Lasciate che i bambini vengano a me) (Mk 10:13-16)
  - 3. Die Ehebrecherin (L'adultera) (Joh 8:3-11)
  - 4. Das Scherflein der Witwe (L'offerta della vedova) (Mk 12:41-45)
  - 5. Der barmherzige Samariter (Il buon samaritano) (Lk 10:30-34)
  - 6. Die zwei Blinden (I due ciechi) (Matt 9:27-30)
- O Heiland, reiß die Himmel auf, motet on the Advent song O Heiland, reiß die Himmel auf (1959)
- Psalm 139 Herr, du erforschest mich (Signore, tu mi scruti e mi conosci), per coro misto (1961)
- Pollio, per basso, coro e orchestra, testo basato su Virgilio

## Libri
- (DE) Johann Nepomuk David, Die Jupiter-Symphonie: eine Studie über die thematisch-melodischen Zusammenhänge, Göttinga, Vandenhoeck & Ruprecht, 1968, OCLC 258753615.

## Decorazioni e premi
- 1941: Vincitore del premio culturale dell'Alto Danubio (NSDAP)
- 1949: Premio Franz Liszt (Weimar)
- 1951: Premio Città di Vienna per la musica
- 1951: Borsa di studio Mendelssohn (Lipsia)
- 1952: Buxtehudepreis (Lubecca)
- 1953: Grand Austria State Prize for Music
- 1955: Medaglia Mozart (Vienna)
- 1960: Ospite presso la Deutsche Akademie Rom Villa Massimo a Roma
- 1963: Premio Bach della città libera e anseatica di Amburgo
- 1963: Premio Anton Bruckner (Linz)
- 1966: Decorazione austriaca per la scienza e l'arte[23]
- 1966: Premio Mozart della Fondazione Goethe a Basilea dall'Università di Innsbruck
- 1966: Premio artistico di Berlino
- 1970: Dottore Onorario della Facoltà Teologica Protestante dell'Università di Magonza